# Flying Sex – Die kessen Stewardessen
Flying Sex – Die kessen Stewardessen (Sesso profondo) ist eine italienische Sex-Komödie von Marino Girolami aus dem Jahr 1980 mit Al Cliver und Venantino Venantini.

## Handlung
Jennifer entdeckt nach der Heirat mit dem Schriftsteller Roman, dass sie keine Lust mehr auf Sex hat. Dann wendet sie sich an einen Psychoanalytiker, der die Ursache des Problems in einem Kindheitstrauma identifiziert: Nur an Bord eines Flugzeugs kann sie Lust empfinden. Deshalb beschließt Jennifer, einen Hostessenkurs in New York zu belegen und wird angestellt, nachdem sie vom Chef Martin Murphy getestet wurde. Sie bekommt Orgasmen mit einem Steward bei ihrem ersten Linienflug, dann mit einer Kollegin und schließlich mit Roman. Jennifer geht mit Roman zu ihrem Psychoanalytiker, der der Frau offenbart, dass sie endlich geheilt ist. Schließlich wird Roman nach einem Treffen mit Martin Murphy als Steward angeheuert.

## Entstehung
Der Film ist eine Erotikkomödie mit einigen pornografischen Hardcore-Szenen. Der Protagonist Al Cliver erklärte in einem Interview zur DVD, dass er damals empört gewesen sei, dass die Hardcore-Version des Films ohne sein Wissen veröffentlicht wird. Während des Geschlechtsaktes hatte er geglaubt, dass die Detailaufnahmen seines erigierten Penis nur für einen internen Film verwendet und dann in der Montage herausgeschnitten und entfernt würden. In weiteren Interviews erklärte der Kameramann Sergio Salvati, dass er unter der Regie des Produzenten Fabrizio De Angelis gedreht hatte und die Außenaufnahmen zwischen New York und Santo Domingo während der Dreharbeiten zu Woodoo – Die Schreckensinsel der Zombies von Lucio Fulci gemacht und dann für Sesso profondo verwendet wurden.
Regisseur Marino Girolami verwendete das Pseudonym Frank Martin, Darstellerin Stefania D’Amario trat unter dem Pseudonym Evelyne Barnett auf.